# Pegaso Cabina Cuadrada
Pegaso Cabina Cuadrada es una gama de camiones pesados que fue desarrollada por la empresa española ENASA. Se trata de una gama de camiones creada para sustituir a la anterior gama Europa. Apareció en el mercado en 1972, después de haber estado en desarrollo desde 1964, con miras a entrar en el mercado de exportación con fuerza, algo que no había conseguido la empresa hasta entonces. Cabe destacar que Cabina Cuadrada no fue su denominación oficial, sino el apodo que recibió a nivel popular debido al diseño de su carrocería y que agrupaba a toda la gama de esta serie de camiones, que se diferenciaban a través de un complejo sistema de numeración.
A diferencia de sus mayores rivales a nivel nacional y europeo, el Cabina Cuadrada carecía en un principio de una cabina abatible, por lo que el acceso a su mecánica se realizaba a través de un capó delantero y, posteriormente desplazando el radiador hacia un lado con un sistema de bisagras. Fue diseñado por el italiano Aldo Sessano, autor de modelos como el SEAT 1200 Sport o el Jeep Ebro Comando, bajo la supervisión del ingeniero Carlos Carreras Rius, responsable del Pegaso BMR. En el caso de este nuevo modelo, presentado en el Salón del automóvil de Barcelona se introdujo algo completamente inédito, mientras que en casos anteriores, se presentaron actualizaciones de modelos como nuevos productos. Su carrocería presentaba un diseño más cuadriculado, que abandonaba las múltiples curvas del modelo al que sustituía, y que aprovechaba mejor su volumen interior. Mantenía la gran cruz que preside el frontal de los modelos de la marca y la chapa ondulada, también típica de esta empresa. El tamaño de este nuevo producto quedaba patente por el empleo de tres escobillas limpiaparabrisas. Se mostraron al público equipados con un motor de 200 cv que ya había sido montado en modelos anteriores, sin embargo se anunció el desarrollo de un propulsor más capaz. La cabina abatible no se ofreció hasta 1975.
Equipó el conocido cambio a la bola, una caja de cambios de cuatro relaciones con desmultiplicación, dando un total de ocho velocidades, cuya caja reductora se accionaba girando el pomo de la palanca. Este sistema sustituyó el anterior, que hacía uso de dos palancas y que requería que el conductor tuviera que soltar ambas manos del volante para realizar el cambio. A pesar de esta novedad técnica, el uso del doble embrague seguía siendo imprescindible.
Equipó en sus versiones para transporte más pesado el que por entonces fue el motor más potente en un camión en el continente. Se desarrolló un propulsor de 12 litros de cilindrada, equipado con turbocompresor que erogaba 352 cv. Superó en dos unidades de potencia al anterior poseedor de dicho título, el Scania 140. Los camiones equipados con este motor tuvieron que sustituir el cambio anteriormente mencionado por otro fabricado por Fuller, de 9 relaciones más extracorta, debido al excesivo par motor de esta máquina. El hecho de que se consiguieran exactamente 352 cv no fue un hecho aleatorio, sino que era necesario para poder homologar un camión diseñado con masa máxima autorizada de 44 toneladas cumpliendo a la vez la normativa que exigía un mínimo de 8 cv de potencia por tonelada. Los camiones que montaban este motor se diferenciaban, aparte de por una insignia con la cifra de potencia, por un parachoques delantero pintado en color añil. Este motor careció de una buena fiabilidad, provocado principalmente por la ausencia de un intercooler que evitara recalentamientos en la mecánica.
Fue exportado con relativo éxito a mercados como el neerlandés.

## Versiones
- 1080
- 1083
- 1086
- 1087
- 1088
- 1121
- 1126
- 1127
- 1135
- 1136
- 1145
- 1181
- 1184
- 1187
- 1190
- 2080/50
- 2081
- 2082/60
- 2088
- 2089/60
- 2090
- 2135
- 2182
- 2189
- 2190
- 3078
- 3088
- 3089
- 3181
- 3188
- 3189